# Franklin MacVeagh
Franklin MacVeagh, né le 22 novembre 1837 à Phoenixville (Pennsylvanie) et mort le 6 juillet 1934 à Chicago (Illinois), est un homme politique américain. Membre du Parti républicain, il est secrétaire au Trésor entre 1909 et 1913 dans l'administration du président William Howard Taft.

## Biographie
Il est enterré au cimetière de Graceland à Chicago.

## Source
- (en) Cet article est partiellement ou en totalité issu de l’article de Wikipédia en anglais intitulé « Franklin MacVeagh » (voir la liste des auteurs).